# Tohorot (Talmud)

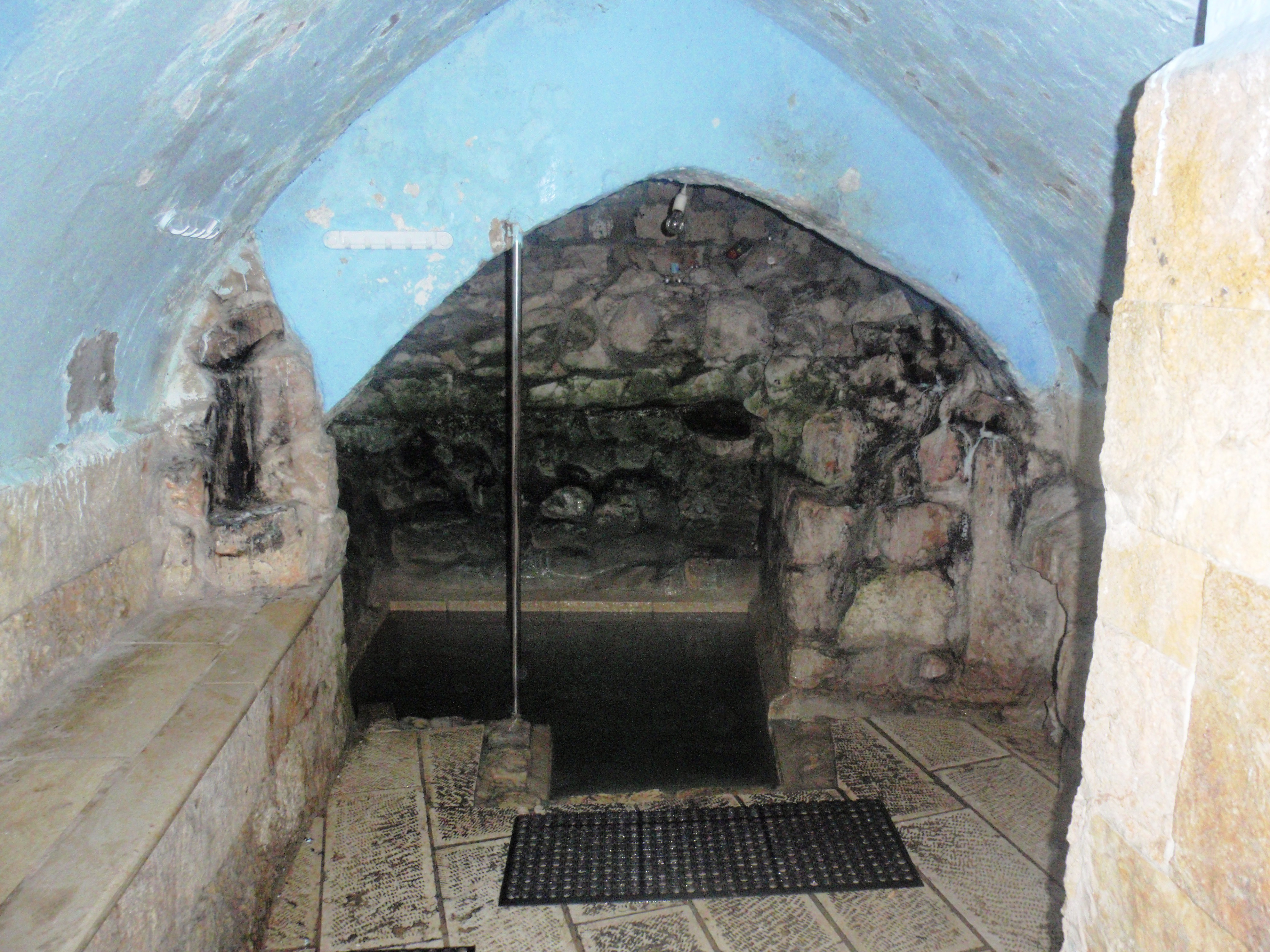
El micvé, un pou d'aigua subjecte a regulacions específiques, és un dels principals processos de purificació utilitzats en el judaisme.

Tohorot (en hebreu: סדר טהרות) (transliterat: Seder Tohorot) és el sisè ordre de la Mixnà, la Tosefta i el Talmud. Aquest ordre tracta sobre la distinció entre el pur i l'impur, i sobre les lleis de la puresa. Tohorot és l'ordre més llarg de la Mixnà. Aquest article tracta sobre el sisè ordre de la Mixnà. L'ordre de Tohorot conté 12 tractats:
Keilim: (כלים); Keilim tracta sobre una gran varietat d'utensilis diversos, i de com es comporten aquests en termes de puresa ritual. Aquest tractat té 30 capítols, i és el tractat més llarg de la Mixnà.
Oholot: (אוהלות); Oholot tracta sobre la impuresa dels cadàvers, i sobre la propietat que tenen aquests de fer tornar impurs a les persones i als objectes, ja sigui perquè la persona es troba prop del cadàver, o per la presència del cadàver i la persona sota el mateix sostre o perquè tots dos estan situats en la mateixa tenda.
Negaim: (נגעים); El tractat Negaim tracta sobre les lleis del tzaraath. El tzaraath es refereix a les condicions que causen un estat d'impuresa ritual en la pell humana, en el pèl de la barba i en el cap. Negaim tracta sobre la impuresa de la roba feta amb llana i lli. El tractat també tracta sobre les lleis d'impuresa ritual relatives a les pedres de les llars que es troben a la Terra d'Israel. Els detalls sobre aquestes qüestions s'esmenten en els capítols 13 i 14 del llibre de Levític.
Parah: (פרה); Parah tracta en gran manera sobre les lleis de la vedella vermella.
Tohorot: (טהרות); Tohorot tracta sobre les lleis de la puresa ritual, especialment sobre les formes de contreure un estat d'impuresa ritual, i sobre les lleis relatives a la impuresa dels aliments.
Mikvaot: (מקואות); Mikvaot tracta sobre les lleis relatives al bany ritual en la micvé.
Nidà: (נידה); el tractat Nidà tracta sobre les lleis relatives a la dona durant el seu cicle menstrual, o poc després d'haver donat a llum.
Makhxirin: (מכשירין); Makhxirim tracta sobre els líquids que fan que un aliment sigui susceptible a la impuresa ritual.
Zavim: (זבים); Zavim tracta sobre les lleis relatives a l'ejaculació.
Tevul Yom: (טבול יום) tracta sobre una mena especial d'impuresa ritual, relatiu al moment quan una persona ha de submergir-se en un bany ritual anomenat micvé, encara que roman impura durant la resta del dia.
Yadayim: (ידיים); tracta sobre un estat d'impuresa ritual relacionat amb la neteja de les mans.
Uktzim: (עוקצים); Uktzim tracta sobre les impureses de la fruita.

## Ordre dels tractats
El raonament tradicional per dictar l'ordre dels tractats (segons Maimònides) és el següent.
- Keilim és el primer tractat, ja que aquest introdueix els nivells d'impuresa, i dicta a quin objecte s'apliquen les diverses impureses.
- El tractat Oholot el segueix, perquè esbossa el tipus d'impuresa més greu.
- El tractat Negaim és el següent en severitat.
- El tractat Parah descriu la purificació de les impureses severes ja tractades.
- El tractat Tohorot s'ocupa de les impureses menors, el mètode de purificació és aquests casos és la immersió ritual en un bany ritual anomenat micvé.
- El tractat Nidà és el següent perquè tracta també sobre una impuresa menor, però aquest tractat té la característica d'aplicar-se només a una porció del poble (per exemple a les dones).
- Els tractats Makhxirin, Zavim, i Tevul Yom, segueixen al tractat talmúdic de Nidà.
- El següent tractat és Yadayim, que tracta únicament sobre les impureses rabíniques.
- Finalment ve el tractat Uktzin, aquest tractat no està basat en la Bíblia, ja que les seves lleis es deriven del raonament dels savis jueus, els hakhamim.

Existeix una Guemarà babilònica que tracta solament sobre el tractat Nidà. Això es deu al fet que la majoria de les altres lleis de puresa ritual, no s'apliquen quan no hi ha el Temple de Jerusalem. El Talmud de Jerusalem només comenta quatre capítols del tractat Nidà.